# 贝姬·斯科特
贝姬·斯科特（英語：Beckie Scott，1974年8月1日—），加拿大女子越野滑雪运动员。她曾代表加拿大参加1998年、2002年和2006年冬季奥林匹克运动会越野滑雪比赛，获得一枚金牌和一枚银牌。